# Phrynobatrachus horsti
Espèce
Phrynobatrachus horsti est une espèce d'amphibiens de la famille des Phrynobatrachidae.

## Répartition
Cette espèce se rencontre au Congo-Brazzaville dans les départements de Niari et de Kouilou et au Gabon sur les plateaux Batéké de 554 à 728 m d'altitude.

## Publication originale
- Rödel, Burger, Zassi-Boulou, Emmrich, Penner & Barej, 2015 : Two new Phrynobatrachus species (Amphibia: Anura: Phrynobatrachidae) from the Republic of the Congo. Zootaxa, no 4032, p. 55–80.